# Verbascum sterile
Verbascum sterile är en flenörtsväxtart som beskrevs av Heinrich Carl Haussknecht. Verbascum sterile ingår i släktet kungsljus, och familjen flenörtsväxter. Inga underarter finns listade i Catalogue of Life.